# Tourville-la-Chapelle
Tourville-la-Chapelle és un municipi francès situat al departament del Sena Marítim i a la regió de Normandia. L'any 2007 tenia 501 habitants.

## Demografia

### Població
El 2007 la població de fet de Tourville-la-Chapelle era de 501 persones. Hi havia 184 famílies de les quals 40 eren unipersonals (28 homes vivint sols i 12 dones vivint soles), 60 parelles sense fills, 76 parelles amb fills i 8 famílies monoparentals amb fills.
La població ha evolucionat segons el següent gràfic:
Habitants censats

### Habitatges
El 2007 hi havia 210 habitatges, 192 eren l'habitatge principal de la família, 9 eren segones residències i 9 estaven desocupats. 205 eren cases i 2 eren apartaments. Dels 192 habitatges principals, 171 estaven ocupats pels seus propietaris, 17 estaven llogats i ocupats pels llogaters i 4 estaven cedits a títol gratuït; 3 tenien una cambra, 4 en tenien dues, 30 en tenien tres, 48 en tenien quatre i 107 en tenien cinc o més. 146 habitatges disposaven pel capbaix d'una plaça de pàrquing. A 78 habitatges hi havia un automòbil i a 95 n'hi havia dos o més.

### Piràmide de població
La piràmide de població per edats i sexe el 2009 era:
| Homes | Edats   | Dones |
| ----- | ------- | ----- |
| 0     | 95 o +  | 0     |
| 0     | 90 a 94 | 0     |
| 4     | 85 a 89 | 0     |
| 4     | 80 a 84 | 4     |
| 4     | 75 a 79 | 4     |
| 8     | 70 a 74 | 4     |
| 12    | 65 a 69 | 4     |
| 8     | 60 a 64 | 8     |
| 8     | 55 a 59 | 8     |
| 4     | 50 a 54 | 8     |
| 16    | 45 a 49 | 12    |
| 20    | 40 a 44 | 24    |
| 28    | 35 a 39 | 8     |
| 32    | 30 a 34 | 36    |
| 12    | 25 a 29 | 16    |
| 8     | 20 a 24 | 20    |
| 8     | 15 a 19 | 32    |
| 16    | 10 a 14 | 12    |
| 20    | 5 a 9   | 24    |
| 32    | 0 a 4   | 20    |

## Economia
El 2007 la població en edat de treballar era de 341 persones, 257 eren actives i 84 eren inactives. De les 257 persones actives 231 estaven ocupades (134 homes i 97 dones) i 26 estaven aturades (12 homes i 14 dones). De les 84 persones inactives 34 estaven jubilades, 20 estaven estudiant i 30 estaven classificades com a «altres inactius».

### Ingressos
El 2009 a Tourville-la-Chapelle hi havia 193 unitats fiscals que integraven 514,5 persones, la mediana anual d'ingressos fiscals per persona era de 17.474 €.

### Activitats econòmiques
Dels 24 establiments que hi havia el 2007, 1 era d'una empresa extractiva, 1 d'una empresa de fabricació d'altres productes industrials, 12 d'empreses de construcció, 4 d'empreses de comerç i reparació d'automòbils, 1 d'una empresa d'hostatgeria i restauració, 1 d'una empresa d'informació i comunicació, 3 d'empreses de serveis i 1 d'una empresa classificada com a «altres activitats de serveis».
Dels 15 establiments de servei als particulars que hi havia el 2009, 2 eren tallers de reparació d'automòbils i de material agrícola, 2 paletes, 1 guixaire pintor, 4 fusteries, 5 lampisteries i 1 saló de bellesa.
L'any 2000 a Tourville-la-Chapelle hi havia 13 explotacions agrícoles que ocupaven un total de 552 hectàrees.

## Equipaments sanitaris i escolars
El 2009 hi havia una escola elemental.

## Poblacions més properes
El següent diagrama mostra les poblacions més properes.